# Jussy-Champagne
Pour les articles homonymes, voir Champagne.
Jussy-Champagne est une commune française située dans le département du Cher en région Centre-Val de Loire.

## Géographie
Le territoire de la commune est traversé par la rivière le Craon

### Climat
Pour des articles plus généraux, voir Climat du Centre-Val de Loire et Climat du Cher.
En 2010, le climat de la commune est de type climat océanique dégradé des plaines du Centre et du Nord, selon une étude du CNRS s'appuyant sur une série de données couvrant la période 1971-2000. En 2020, Météo-France publie une typologie des climats de la France métropolitaine dans laquelle la commune est exposée à un climat océanique altéré et est dans la région climatique  Centre et contreforts nord du Massif Central, caractérisée par un air sec en été et un bon ensoleillement. 
Pour la période 1971-2000, la température annuelle moyenne est de 11 °C, avec une amplitude thermique annuelle de 15,5 °C. Le cumul annuel moyen de précipitations est de 758 mm, avec 11,5 jours de précipitations en janvier et 7 jours en juillet. Pour la période 1991-2020, la température moyenne annuelle observée sur la station météorologique la plus proche, située sur la commune de Farges-en-Septaine à 10 km à vol d'oiseau, est de 11,9 °C et le cumul annuel moyen de précipitations est de 756,5 mm,. Pour l'avenir, les paramètres climatiques de la commune estimés pour 2050 selon différents scénarios d'émission de gaz à effet de serre sont consultables sur un site dédié publié par Météo-France en novembre 2022.

## Urbanisme

### Typologie
Au 1er janvier 2024, Jussy-Champagne est catégorisée commune rurale à habitat dispersé, selon la nouvelle grille communale de densité à 7 niveaux définie par l'Insee en 2022.
Elle est située hors unité urbaine. Par ailleurs la commune fait partie de l'aire d'attraction de Bourges, dont elle est une commune de la couronne,. Cette aire, qui regroupe 111 communes, est catégorisée dans les aires de 50 000 à moins de 200 000 habitants,.

### Occupation des sols
L'occupation des sols de la commune, telle qu'elle ressort de la base de données européenne d’occupation biophysique des sols Corine Land Cover (CLC), est marquée par l'importance des territoires agricoles (84,3 % en 2018), en augmentation par rapport à 1990 (63,9 %). La répartition détaillée en 2018 est la suivante : 
terres arables (60 %), prairies (23,4 %), forêts (10 %), milieux à végétation arbustive et/ou herbacée (4,7 %), zones urbanisées (1 %), zones agricoles hétérogènes (0,9 %).
L'évolution de l’occupation des sols de la commune et de ses infrastructures peut être observée sur les différentes représentations cartographiques du territoire : la carte de Cassini (XVIIIe siècle), la carte d'état-major (1820-1866) et les cartes ou photos aériennes de l'IGN pour la période actuelle (1950 à aujourd'hui).

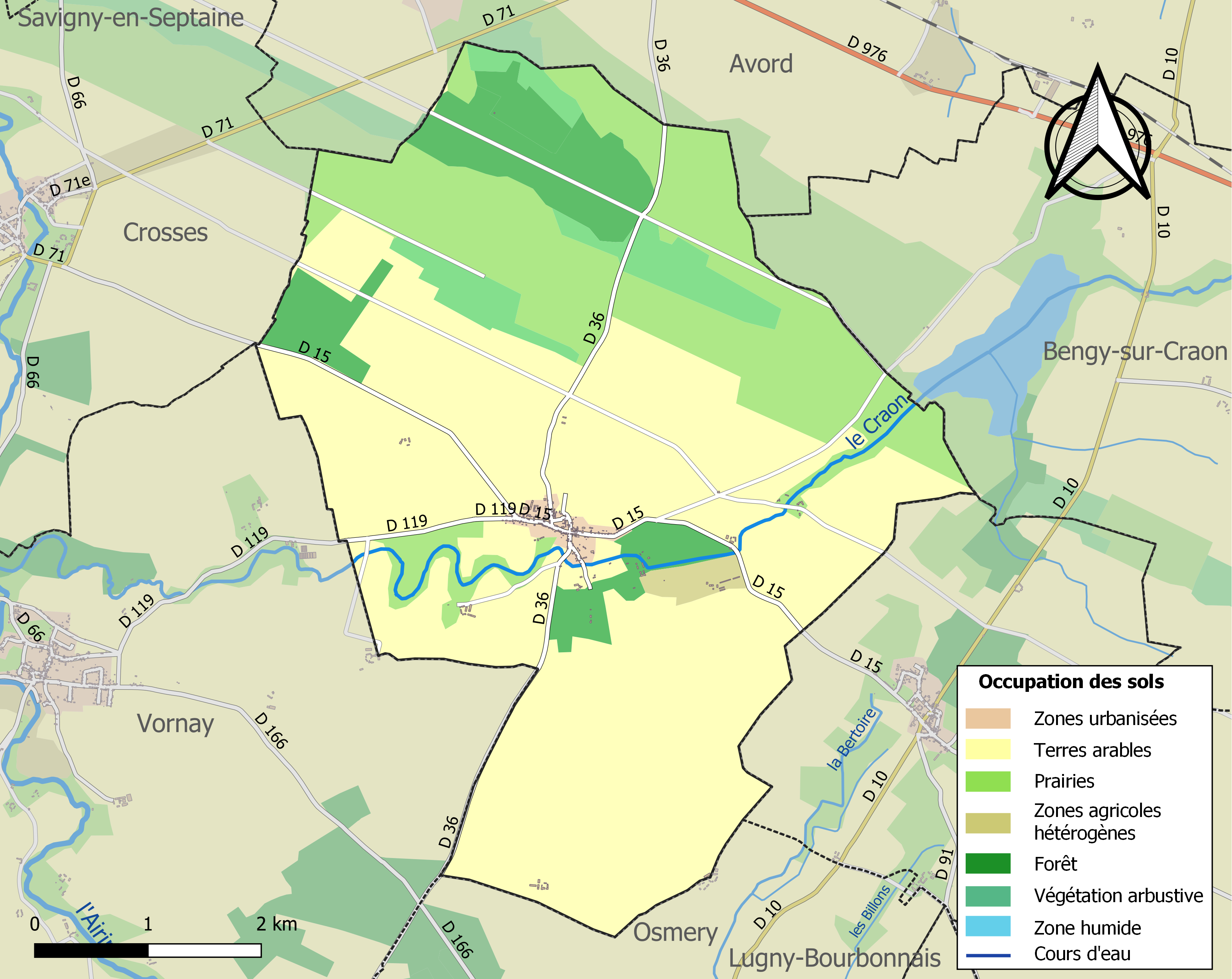
Carte des infrastructures et de l'occupation des sols de la commune en 2018 (CLC).

### Risques majeurs
Le territoire de la commune de Jussy-Champagne est vulnérable à différents aléas naturels : météorologiques (tempête, orage, neige, grand froid, canicule ou sécheresse), mouvements de terrains et séisme (sismicité faible). Un site publié par le BRGM permet d'évaluer simplement et rapidement les risques d'un bien localisé soit par son adresse soit par le numéro de sa parcelle.

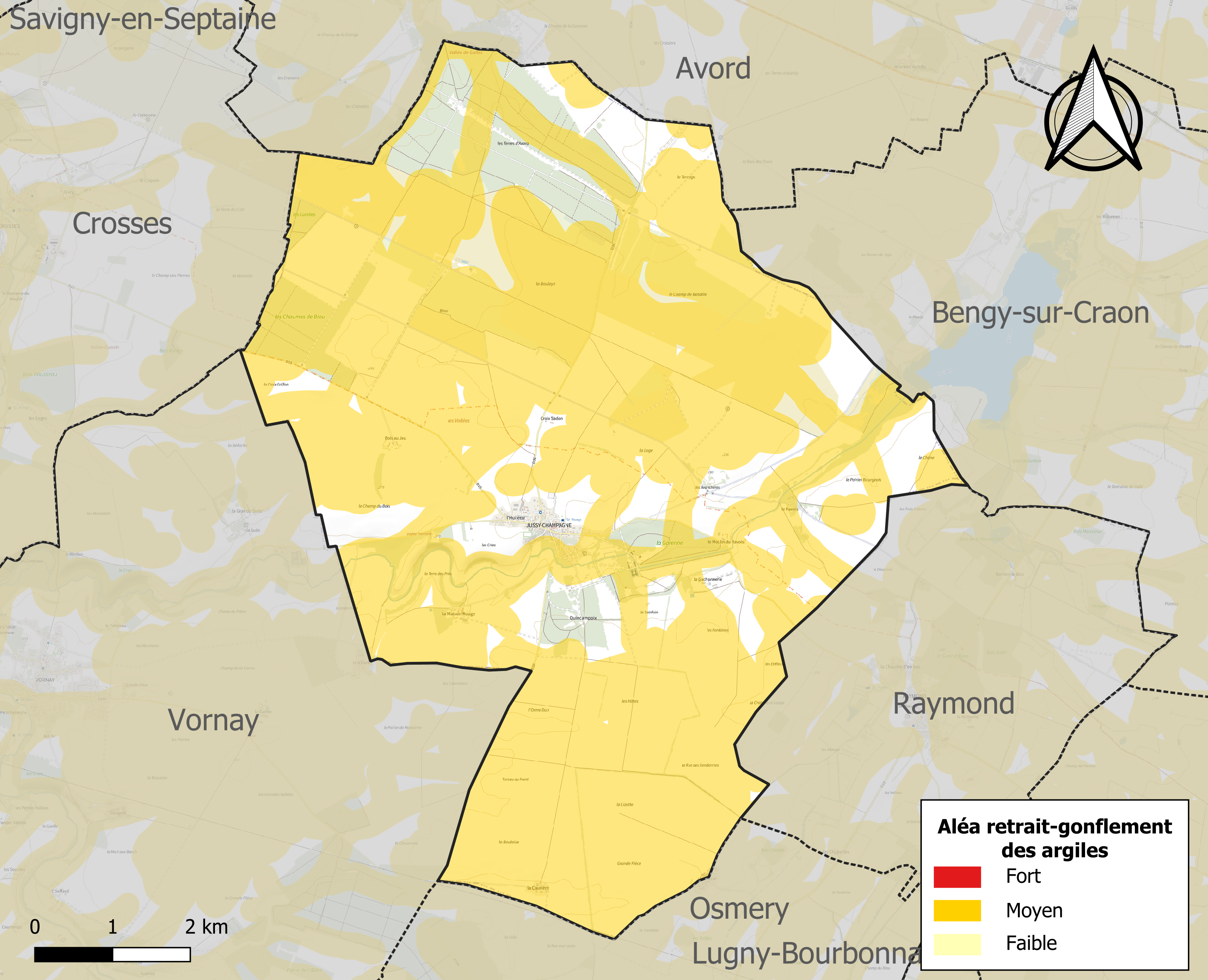
Carte des zones d'aléa retrait-gonflement des sols argileux de Jussy-Champagne.

La commune est vulnérable au risque de mouvements de terrains constitué principalement du retrait-gonflement des sols argileux. Cet aléa est susceptible d'engendrer des dommages importants aux bâtiments en cas d’alternance de périodes de sécheresse et de pluie. 81,5 % de la superficie communale est en aléa moyen ou fort (90 % au niveau départemental et 48,5 % au niveau national). Sur les 125 bâtiments dénombrés sur la commune en 2019, 35 sont en aléa moyen ou fort, soit 28 %, à comparer aux 83 % au niveau départemental et 54 % au niveau national. Une cartographie de l'exposition du territoire national au retrait gonflement des sols argileux est disponible sur le site du BRGM,.
Concernant les mouvements de terrains, la commune a été reconnue en état de catastrophe naturelle au titre des dommages causés par des mouvements de terrain en 1999.

## Histoire
Le territoire de la commune est occupé depuis la préhistoire. En 1887 et 1888 des emplacements de huttes de l’époque néolithique ont été découverts dans la sablière de Quincampoix. À partir du XIIe siècle, Jussy est le fief des seigneurs de Charenton qui fortifient près du Craon, le cours d'eau qui traverse le village, une motte castrale fortifiée dite de Remord appelée par la suite « fort de Remord », dont les pierres ont servi par la suite à construire des maisons. La construction de l'actuel château de Jussy débute dans les dernières années du XVIe siècle.
Durant la Seconde Guerre mondiale, de 1941 à 1943, la commune est traversée par la ligne de démarcation.

## Les maires de Jussy-Champagne
| Période | Période | Identité                                   | Étiquette | Qualité                              |
| ------- | ------- | ------------------------------------------ | --------- | ------------------------------------ |
| 1898    | 1918    | Pierre Malichard (1860-1926)               | ?         |                                      |
| 1918    | 1926    | Roger de Ponton d'Amécourt (d) (1864-1926) | ?         | mort en fonction le 25 décembre 1926 |

| Période                                  | Période   | Identité                              | Étiquette | Qualité                                                                        |
| ---------------------------------------- | --------- | ------------------------------------- | --------- | ------------------------------------------------------------------------------ |
| juin 1995                                | mars 2001 | Alain Pichou (né en 1951)             | SE        | responsable des moyens généraux (technique)                                    |
| mars 2001                                | mars 2014 | Georges Guéniau (né en 1942)          | SE        | commerçant                                                                     |
| mars 2014                                | En cours  | Bénédicte Ducateau (d) (née en 1956), | SE        | sans activité professionnelle première adjointe de Georges Guéniau depuis 2008 |
| Les données manquantes sont à compléter. |           |                                       |           |                                                                                |

## Démographie
L'évolution du nombre d'habitants est connue à travers les recensements de la population effectués dans la commune depuis 1793. Pour les communes de moins de 10 000 habitants, une enquête de recensement portant sur toute la population est réalisée tous les cinq ans, les populations de référence des années intermédiaires étant quant à elles estimées par interpolation ou extrapolation. Pour la commune, le premier recensement exhaustif entrant dans le cadre du nouveau dispositif a été réalisé en 2004.

En 2022, la commune comptait 206 habitants, en évolution de +8,42 % par rapport à 2016 (Cher : −2,48 %, France hors Mayotte : +2,11 %).
| 1793 | 1800 | 1806 | 1821 | 1831 | 1836 | 1841 | 1846 | 1851 |
| ---- | ---- | ---- | ---- | ---- | ---- | ---- | ---- | ---- |
| 513  | 525  | 611  | 551  | 525  | 551  | 526  | 556  | 593  |

| 1856 | 1861 | 1866 | 1872 | 1876 | 1881 | 1886 | 1891 | 1896 |
| ---- | ---- | ---- | ---- | ---- | ---- | ---- | ---- | ---- |
| 675  | 698  | 624  | 603  | 609  | 568  | 540  | 544  | 509  |

| 1901 | 1906 | 1911 | 1921 | 1926 | 1931 | 1936 | 1946 | 1954 |
| ---- | ---- | ---- | ---- | ---- | ---- | ---- | ---- | ---- |
| 517  | 507  | 473  | 336  | 335  | 310  | 256  | 261  | 249  |

| 1962 | 1968 | 1975 | 1982 | 1990 | 1999 | 2004 | 2006 | 2009 |
| ---- | ---- | ---- | ---- | ---- | ---- | ---- | ---- | ---- |
| 196  | 176  | 240  | 247  | 226  | 265  | 236  | 223  | 226  |

| 2014 | 2019 | 2022 | - | - | - | - | - | - |
| ---- | ---- | ---- | - | - | - | - | - | - |
| 196  | 203  | 206  | - | - | - | - | - | - |

## Culture locale et patrimoine

### Lieux et monuments
- Église Saint-André, du XIIe et XVe siècles classée aux  monuments historiques le 13 juillet 1911[24],[25].
- Château de Jussy, XVIIe siècle, construit par les seigneurs de la maison de Gamaches, membres de la Maison du roi, classé aux  monuments historiques le 16 septembre 1946[26].

### Héraldique
| Blason de Jussy-Champagne | Les armes de Jussy-Champagne se blasonnent ainsi : Écartelé : au 1er d'azur à la coquille renversée en bande d'or, au 2e d'or aux trois joncs de marais de gueules joints en pointe et posés en barre, au 3e d'or au mouton de gueules, au 4e d'azur au cœur d'or, à la fasce ondée d'argent brochant sur le tout. |